# Parafia Trójcy Przenajświętszej w Skarżysku Kościelnym
Parafia Trójcy Przenajświętszej w Skarżysku Kościelnym – rzymskokatolicka parafia w Skarżysku Kościelnym, należąca do dekanatu skarżyskiego w diecezji radomskiej.

## Historia
- Kościół był pierwotnie świątynią filialną parafii cystersów w Wąchocku. Fundował go w 1637 Karol Konopacki, opat z tegoż klasztoru. Konsekracji kościoła dokonał w 1643 bp. Mikołaj Oborski. Parafia została erygowana 12 września 1657 przez opata zakonu Cystersów z Wąchocka, ks. Tomasza Leżańskiego.

## Kościół
- Kościół pod wezwaniem Trójcy Przenajświętszej w Skarżysku Kościelnym wybudowany w latach 1637-1643 w stylu barokowym. Na narożach zachodniej fasady znajdują się dwie ośmioboczne wieże. Przy nawie od strony północnej jest kaplica barokowa z XVIII w. zbudowana na planie kwadratu, sklepiona ośmiodzielną kopułą.

## Terytorium
- Do parafii należą: Skarżysko-Kamienna - ul: 1 Maja (nr. 123-171; 268-304), Borówkowa, Brzozowa, Graniczna, Jeżynowa, Malinowa, Piękna (nr.22-54), Porzeczkowa, Poziomkowa, Racławicka; Skarżysko Kościelne - ul: Dworska, Iłżecka, Kolonia, Kościelna, Krótka, Leśna, Łąkowa, Polna, Południowa, Olszynki, Słoneczna, Spacerowa, Spokojna, Szkolna, Urzędnicza, Wąska; miejscowości: Grzybowa Góra (nr. 1-127), Świerczek[1].

## Proboszczowie
- 1945 - 1955 - ks. Stanisław Raczkowski
- 1955 - 1971 - ks. Stanisław Maliński
- 1971 - 1975 - ks. Tadeusz Kęsik
- 1975 - 1988 - ks. Franciszek Matysiak
- 1988 - 1992 - ks. Stanisław Bujnowski
- 1992 - 2007 - ks. kan. Stanisław Lachtara
- 2007 - 2024 - ks. kan. Marian Czajkowski
- 2024 - nadal - ks. Grzegorz Głąb